# Instituto de Zootecnia
1. | Esta página cita fontes, mas não cobrem todo o conteúdo | Esta página cita fontes, mas que não cobrem todo o conteúdo. Ajude a inserir referências (Encontre fontes: ABW • CAPES • Google (notícias • livros • acadêmico)). (Abril de 2016) |

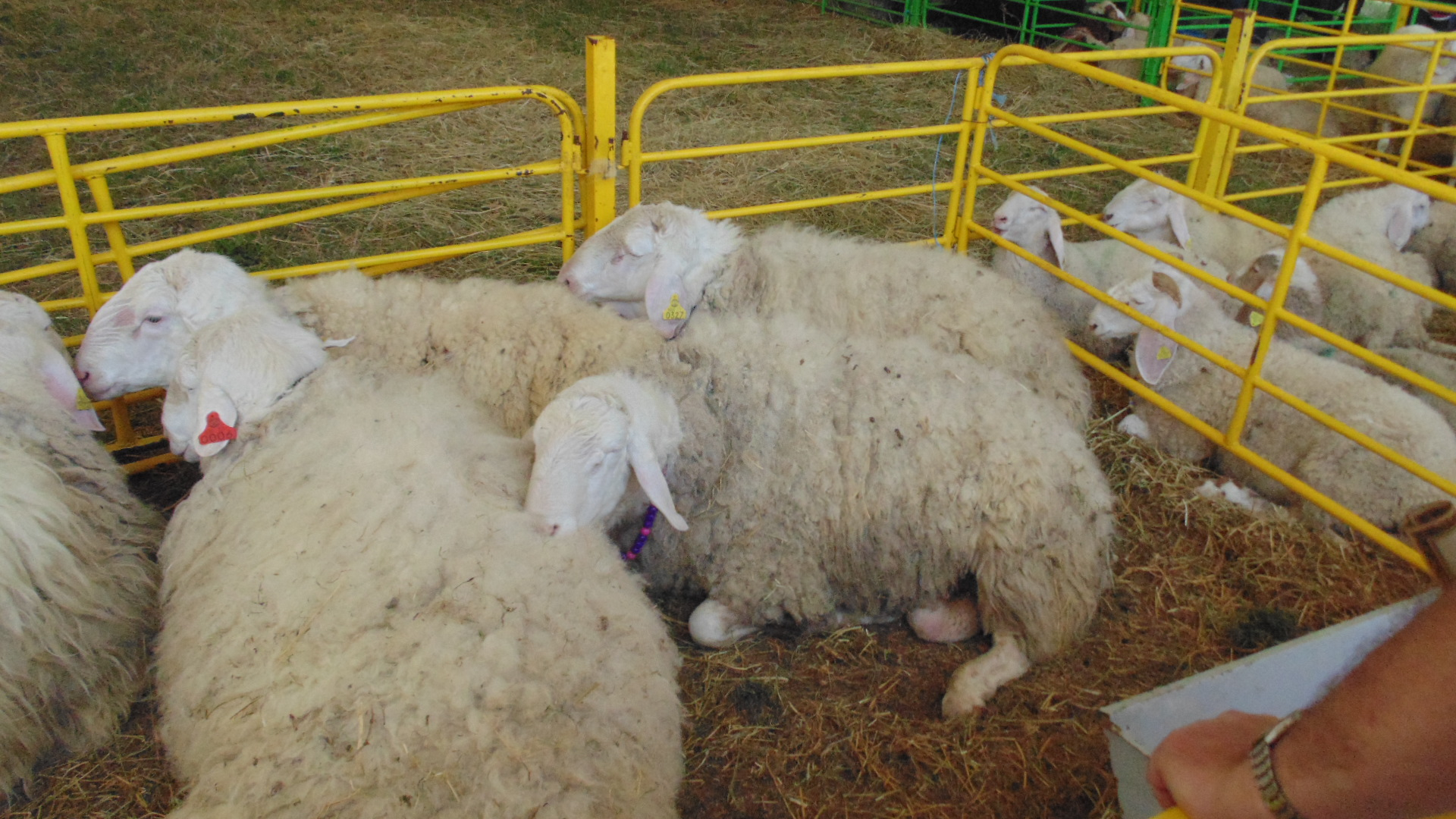
Instituto de Zootecnia

O Instituto de Zootecnia (IZ), fundado em 1905, é uma instituição que trabalha pela pecuária, visando a elevar a produtividade, a eficiência e o bem-estar animal. A instituição tem como missão "Desenvolver e transferir tecnologia e insumos para a sustentabilidade dos sistemas de produção animal". O instituto destaca-se pela geração de uma série de benefícios ao meio científico, ao meio técnico e aos criadores e é pioneiro na pesquisa científica mundial com a raça Nelore. Em 1909, o Instituto já realizava as primeiras seleções de Gado Caracu, em Nova Odessa.
O Instituto de Zootecnia (IZ), pertencente à Agência Paulista de Tecnologia dos Agronegócios, vinculados à Secretaria de Agricultura e Abastecimento do Estado de São Paulo.

## Centro Avançado de Pesquisa Tecnológica do Agronegócio de Bovinos de Corte - APTA[4]
Atualmente, a Unidade trabalha com melhoramento genético das raças zebuínas (Gir, Nelore e Guzerá) e da raça Caracu, produzindo aproximadamente 300 animais de potencial genético conhecido, entre machos e fêmeas por ano.
Os animais reprodutores, comprovados melhoradores, estão sendo submetidos a coleta de sêmen, já havendo disponibilidade desse material no mercado, através das Centrais de Inseminação Artificial.
Mais informações: Plantel, Nelore, Guzerá, Caracu, Gir
Estrutura
Abaixo uma tabela demonstra detalhadamente as áreas e seus respectivos tamanhos em relação a área total.
| Áreas               | h*      |
| Culturas anuais     | 240,00  |
| Culturas perenes    | 10,00   |
| Florestas e Matas   | 840,00  |
| Pastagens           | 1051,00 |
| Construções         | 102,00  |
| Não Utilizáveis     | 27,30   |
| Várzeas             | 50,00   |
| Total               | 2320,30 |
| * Áreas em hectares |         |

O Centro possui ainda uma Unidade Laboratorial de Referência.

## Laboratório de Referência em Reprodução e Saúde Animal[5]
- Aprimorar técnicas e meios de criopreservação de sêmen de bovinos;
- Estudar e avaliar seleção de partidas de sêmen para programas de IA/IATF/TE;
- Estudar e aprimorar técnicas de identificação de amostras de sêmen com maior potencial de fertilidade;
- Avaliar a Morfologia Espermática (Patologia) de reprodutores e animais em experimentação;
- Realizar trabalhos e estudos com análise da Integridade Espermática por Sondas Fluorescentes;
- Realizar estudos com cinética espermática por análise computadorizada do movimento espermático (CASA);
- Realizar trabalhos e estudos que visam elucidar fatores fisiológicos relacionados à interação nutrição e reprodução em bovinos de machos e fêmeas;
- Realizar estudos da fisiologia da Reprodução de Bovinos de Corte;
- Aprimorar técnicas de produção in vitro, criopreservação e viabilidade de embriões;
- Realizar testes de triagem pelo Teste do Ácido Antígeno Tamponado (AAT) com o objetivo de identificar animais reagentes a Brucella abortus;
- Detectar animais reagentes ao teste da prega caudal para diagnóstico da tuberculose Bovina;

## Centro de Análise e Pesquisa Tecnológica do Agronegócio de Bovinos de Leite[6]
- Gerar, adaptar e transferir conhecimentos científicos e tecnológicos para a sustentação e ampliação da competitividade da cadeia.
- Formular e executar políticas de pesquisa e desenvolvimento sustentável para diferentes realidades da cadeia de produção.
- Promover desenvolvimento do capital intelectual público e privado.
- Formular propostas de políticas de produção de insumos estratégicos e de prestação de serviços especializados, visando atender à demanda dos agentes da cadeia de produção.
Estrutura
O Centro ocupa área de 120 hectares às margens da rodovia Luiz de Queiroz (SP-304), Km 129.
Dispõe de áreas de pastagens, áreas destinadas às culturas de milho, sorgo e girassol para produção de silagem, soja grão e cana de açúcar e instalações para pesquisa com animais confinados ou semi-confinados (free stall climatizado, 28 baias individuais para trabalhos com nutrição e alimentação animal), sala de ordenha duplo tandem climatizada, bezerreiros, 20 gaiolas para bezerros lactantes, laboratório de análise microbiológica de rações e de leite.
O rebanho experimental com 150 cabeças pertencente às raças Holandesa Preta e Branca e Pardo Suíça  puro de origem importado.

## Laboratório de Referência em Qualidade do Leite[7]
- Realizar estudos dos patógenos envolvidos na etiologia das mastites clínica e subclínica;
- Traçar o perfil de sensibilidade antimicrobiana in vitro dos isolados frente aos antimicrobianos mais frequentemente utilizados na clínica médica humana e veterinária;
-  Realizar estudos através de técnicas moleculares que permitiram detectar e identificar com maior acurácia patógenos envolvidos na etiologia das mastites clínicas e subclínicas;
- Subtipar os isolados de S. aureus utilizando a técnica de Eletroforese em gel de Campo Pulsatil (PFGE) para avaliar a complexidade epidemiológica dessas cepas;
- Realizar estudos de identificação dos genes responsáveis pelos fatores de virulência, eliminando erros na identificação e, consequentemente no tratamento e na erradicação desses patógenos;
- Realizar estudos de terapias alternativas eficazes para o controle e tratamento da mastite, que visem um produto mais seguro e de melhor qualidade;
- Realizar testes microbiológicos, enzimáticos e cromatográficos para detectar a presença de resíduo de antimicrobiano no leite;
- Realizar a extração química, purificação, separação e quantificação de resíduos de micotoxinas pela técnica de cromatografia liquida de alta eficiência;
- Estudar fungos toxigênicos e produção de micotoxinas em alimentos pode ocorrer em vários segmentos da produção (pré colheita e pós colheita) relacionados à contaminação do leite;
- Realizar estudos moleculares e de expressão gênica de fungos toxigênicos;
- Realizar estudos sobre a utilização de PCR em tempo real na detecção de DNA de cepas multiresistentes e fungos toxigênicos.

## Centro de Pesquisa e Desenvolvimento de Genética e Reprodução Animal[8]
- Estudar e aprimorar técnicas de genética, bioquímica, fisiologia molecular de organismos eucariótipos e procariótipos aplicados à produção animal.
- Estudar e aprimorar tecnologias de produção, manipulação de gametas e embriotecnologia.
- Estudar a fisiologia da reprodução e dos mecanismos que afetam sua expressão com vistas a sua manipulação e controle.
- Estudar genótipos superiores para caracteres produtivos, reprodutivos e adaptativos.
- Estudar as doenças infecto-contagiosas e parasitárias que afetam a reprodução animal empregando-se biotecnologia no diagnóstico e combate destas enfermidades, visando o incremento de índices reprodutivos e produtivos.
- Estudar e aprimorar as biotecnologias para a exploração de organismos, bem como seus potenciais metabólicos, de maneira produtiva.
- Estudar metodologias experimentais em pesquisa operacional, sistema de informação e controle de qualidade.
- Disponibilizar recursos da tecnologia da informação para simulação, análise, interpretação de dados experimentais e econômicos.
- Executar exames, análises e provas necessárias ao estudo e interpretação dos trabalhos e resultados de pesquisa.
- Realizar cursos e treinamento na área de genética, reprodução e métodos quantitativos.

## Laboratório de Referência em Biotecnologia da Produção Animal[9]
- Estudar e aprimorar técnicas de biologia molecular, visando o seu emprego na identificação genética do animal e de seu produto, para efeito de controle genealógico e/ou segurança alimentar;
- Estudar os genes relacionados a caracteres de interesse comercial, visando o seu emprego na identificação de genótipos superiores para qualidade de leite e carne;
- Aplicar técnicas da biologia molecular na produção animal, visando auxiliar na certificação da qualidade e origem do produto animal;
- Realizar caracterização genética de espécies animais e vegetais com emprego de marcadores de proteínas, DNA nuclear e DNA mitocondrial, visando conhecer a diversidade genética e as relações filogenéticas, bem como auxiliar na conservação de recursos genéticos;
- Estudar a estrutura e diversidade genéticas da comunidade microbiana do ambiente ruminal, realizar a identificação de microbiotas sob diferentes sistemas de alimentação e seu reflexo na produção animal.
- Realizar diagnose e prevenção de doenças infectocontagiosas e parasitárias associadas à reprodução e produção, bem como o controle sanitário do rebanho do Instituto de Zootecnia;
- Realizar análises bioquímicas e citogenéticas aplicadas à reprodução;
- Estudar e propor formulações de fitomedicamentos para uso em sanidade animal;
- Estudar e propor o controle de doenças em animais de produção;
- Pesquisar e/ou desenvolver metodologias baseadas em imunoensaios e anticorpos para detecção de xenobióticos e/ou substâncias de interesse em produção animal;
Estrutura
O laboratório Laboratorial de Referência em Biotecnologia da Produção Animal conta com as seguintes subunidades:
1. Laboratório de Análises Clínicas;
2. Laboratório de Parasitologia;
3. Laboratório de Produção de Anticorpos e Imunensaio;
4. Laboratório de Produtos Naturais;
5. Laboratório de Citogenética;
6.Laboratório de Higiene Zootécnica;
7. Laboratório de Genética.

## Centro de Pesquisa e Desenvolvimento de Nutrição Animal e Pastagens[10]
- Estudar os requerimentos nutricionais e manejo alimentar dos animais de importância para a pecuária, visando a máxima utilização econômica e os maiores rendimentos em produto animal
- Realizar estudos sobre a avaliação, processamento e armazenamento de alimentos bem como, testar e promover o desenvolvimento de aditivos, promotores de crescimento e a utilização de alimentos não convencionais.
- Realizar estudos em plantas forrageiras nativas e exóticas com vistas à sua caracterização, identificação, biologia, produção de sementes, utilização, valor nutritivo, manejo e conservação, com a finalidade de selecionar as de maior interesse para os diversos solos e ecoregiões e, também, realizar estudos para lançamento de novos cultivares, variedades ou híbridos superiores.
- Estudar os métodos de formação, manejo e manutenção de pastagens visando a auto-sustentabilidade dos sistemas.
Estrutura
O Centro possui duas Unidades Laboratoriais de Referência:
1. Laboratório de Referência em Forragicultura e Nutrição Animal.

## Laboratório de Referência em Forragicultura e Nutrição Animal[11]
- Realizar análises, beneficiamento e conservação de sementes das plantas forrageiras;
- Identificar taxonomicamente e manter herbário de plantas forrageiras;
- Descrever a morfologia e estudar a fisiologia das plantas forrageiras;
- Manter germoplasma forrageiro garantindo sua preservação e multiplicação para uso em demandas futuras da pecuária paulista.
- Realizar a introdução, avaliação, seleção e melhoramento em plantas forrageiras;
- Realizar ensaios oficiais de testes de Valor de Cultivo e Uso (VCU) e de Distinguibilidade, Homogeneidade e Estabilidade (DHE) para registro de cultivares;
- Realizar ensaios nas áreas de nutrição mineral de plantas forrageiras, ecofisiologia e manejo de pastagens e ecologia do pastejo.
- Realizar ensaios nas áreas relacionadas à interação solo-planta-animal-ambiente, em sistemas exclusivos e integrados.
- Determinar a composição química de plantas forrageiras, dos produtos e subprodutos agrícolas e industriais para uso na alimentação animal; 
- Determinar o valor nutritivo das plantas forrageiras e produtos destinados à alimentação animal, através de ensaios de digestibilidade com técnicas in vivo, in situ e in vitro, bem como os valores relativos à energia bruta, digestiva, metabolizável e produtiva;
- Determinar os macro e micronutrientes em tecidos vegetais e de interesse nutricional aos animais domésticos;
- Determinar e estimar o valor nutritivo dos alimentos para animais, visando à elaboração e atualização de tabelas destinadas ao balanceamento de rações
Estrutura
A Unidade Laboratorial de Referência em Forragicultura, conta com as seguintes subunidades:
1 - Laboratório de Análises de Sementes, com:
- Banco de Germoplasma;
- Campo de Introdução;
- Casa de Vegetação I.
2 - Laboratório de Botânica e Fisiologia Vegetal, com:
- Herbário;
- Câmara Climática;
- Casa de Vegetação II.
3 - Laboratório de Preparo de Amostras, com:
- Casa de Vegetação III.
4 - Laboratório de Nutrição Animal

## Centro de Pesquisa e Desenvolvimento em Zootecnia Diversificada[12]
- Desenvolver pesquisas científicas e tecnológicas com vistas a otimização da produção zootécnica em espécies de interesse econômico: Aves, Caprinos, Ovinos e Suínos.
- Realizar estudos sobre manejo zootécnico visando a definição de técnicas criatórias e sistemas de produção mais adequadas a realidade das pequenas e médias propriedades rurais.
- Desenvolver estudos nas áreas de manejo sanitário e reprodutivo, tanto para sistemas intensivos como para sistemas com utilização menos intensiva de tecnologia.
- Desenvolver estudos específicos de manejo alimentar envolvendo: Aves, Caprinos, Ovinos e Suínos, visando a maximização da produtividade.
- Estudar o comportamento animal em diversos habitat: pastagens, confinamento total, semi-confinamento, baias coletivas ou baias individuais, visando definir sistemas criatórios adequados à níveis elevados de produtividade, mantendo condições de controle de ambiente e conforto animal.
- Desenvolver pesquisa sobre a relação animal e ambiente e os reflexos na produtividade.
Estrutura
Animais de pequeno porte
:: Ovinocultura
Áreas de AtuaçãoÉ objetivo da Unidade de Ovinos gerar tecnologia para produção de carne de cordeiro em sistema de abate superprecoce, como alternativa para viabilização sócio-econômica da pequena propriedade rural, com ênfase naquelas que utilizam a mão de obra familiar, para tanto atuamos nas seguintes áreas:  1- Seleção de animais de raças nacionais, Santa Inês e Morada Nova, visando melhor conformação de carcaça, sem alteração das características de adaptabilidade.  2- Estudo da utilização de raças de corte melhoradas em matrizes deslanadas.  3- Caracterização e avaliação de carcaças de cordeiros puros e cruzados abatidos precocemente.  4- Determinação da viabilidade e nível ideal de utilização alimentos alternativos e de subprodutos agro-industriais no acabamento de cordeiros e na suplementação estratégica de matrizes (polpa cítrica, bagaço de cana hidrolisada, resíduos da sericicultura, amoreira e outros).  5- Estudo de estratégias de manejo alimentar.  6- Determinação de parâmetros para predição da composição corporal visando a proposição de métodos práticos de avaliação de carcaça de cordeiros.  7- Estudo de métodos de manejo e avaliação de forrageiras específicas para ovinos.  8- Aperfeiçoamento de sistema informatizado para gerenciamento de rebanhos ovinos.  9- Manejo animal visando o controle da verminose e outras doenças.

: Suinocultura  Áreas de Atuação: Nutrição e manejo de leitões desmamados e suínos em crescimento/terminação, como também digestibilidade e metabolismo animal.  Visando a produção de carne de qualidade com segurança alimentar ao menor custo de produção, para tal atuamos nas seguintes áreas:  1- Avaliação de alimentos alternativos e de subprodutos agroindustriais na alimentação de suínos;  2- Avaliação de produtos alternativos (probióticos, prebióticos, ácidos orgânicos, óleos essenciais) ao uso de antibióticos no desempenho e metabolismo da espécie suína;  3- Estudos sobre características de carcaça e qualidade da carne suína;  4- Prestação de serviço a terceiros com a avaliação do produto do cliente em um ensaio de desempenho aonde podem ser aferidos o ganho diário de peso, consumo diário de ração e conversão alimentar;  5-Testar o produto do cliente em um ensaio de metabolismo onde podem ser aferidos os coeficientes de digestibilidade e metabolizabilidade da MS, PB, EB, EE e quaisquer outro nutriente que seja de interesse;  :: Avicultura  Áreas de Atuação: A equipe da Unidade de Avicultura gera tecnologia para produção de carne e ovos a fim de fortalecer o setor avícola, com boas práticas de manejo, nutrição, sanidade e bem-estar; para tal atuamos nas seguintes áreas:  1- Desenvolvimento de pesquisas sobre diferentes sistemas de produção avícola;  2- Avaliação de diferentes linhagens para produção de carne e ovos;  3- Caracterização e avaliação de carcaça de aves de corte.  4- Avaliação de alimentos alternativos e de subprodutos agroindustriais na alimentação de frangos de corte, poedeiras, aves alternativas e codornas;  5- Avaliação de produtos alternativos ao uso de antibióticos no desempenho e saúde de frangos de corte, poedeiras e codornas;  6- Estudos sobre indicadores comportamentais, fisiológicos e imunológicos do bem-estar de aves de produção;  7- Estudos sobre ambiência para aves em diferentes sistemas de produção;  8- Estudos sobre qualidade física e química de ovos;  9- Estudos sobre produção de codornas de corte e de postura;  10- Prestação de serviço a terceiros com avaliação da qualidade externa e interna de ovos;

Insetos Úteis
:: Apicultura
Áreas de atuação: Polinização de plantas de interesse agrícola, Levantamento de plantas de interesse apícola, Análise polínica de produtos da colméia (mel, pólen, própolis), Estudos morfológicos dos grãos de pólen, Manejo produtivo de abelhas Africanizadas.

:: Sericicultura
Áreas de atuação: Cultura da amoreira e criação do bicho-da-seda. Estudos da biologia floral, genética e melhoramento da amoreira.

O Centro possui uma Unidade Laboratorial de Referência:
1. Laboratório de Referência em Classificação e Avaliação de Produtos de Origem Animal.

## Laboratório de Referência em Classificação e Avaliação de Produtos de Origem Animal[13]
- Realizar estudos de avaliação e classificação de carcaças quanto ao peso e rendimento, dissecação e separação física dos constituintes, músculos, gordura e ossos;
- Realizar estudos e análises químicas da carne quanto à maciez, pH, características sensoriais e perdas por cocção;
- Realizar estudos e análises químicas da carne quanto à umidade (liofilização), extrato etéreo, proteínas e cinzas;
- Realizar estudos e avaliação subjetiva referente à coloração, conformação e cobertura de gordura;
- Realizar estudos e avaliação da área de olho do lombo e da espessura de gordura por métodos direto e ultra-sonografia;
- Avaliar a composição corporal, através da análise química da carcaça integral, para determinação das exigências nutricionais dos animais;
- Qualidade interna e externa de ovos visando a integridade e resistência da casca, unidade haugh, altura e largura da gema, índice gema, qualidade de albúmem, gravidade específica, cor, pH, oxidação lipídica, colesterol total e analise centesimal (gordura, proteínas, minerais, etc.;).
Estrutura
A Unidade Laboratorial de Referência em Classificação e Avaliação de Produtos de Origem Animal, conta com as seguintes subunidades:
1 - Laboratório de avaliação de carcaça;
2 - Laboratório de avaliação de ovos.

## Centro Experimental Central[14]
- Proporcionar apoio operacional aos Centros de Pesquisa e Desenvolvimento;
- Promover a educação ambiental;
- Desenvolver atividades de pesquisa e experimentação vinculadas aos programas institucionais;
- Produzir insumos estratégicos e serviços especializados.

## Publicações do Instituto de Zootecnia
- O Criador Paulista: o primeiro foi editado em 1906, sendo o complemento das exposições regionais e dos postos de concursos zootécnicos. Tratava de assuntos detalhados que podiam influenciar o desenvolvimento e aperfeiçoamento da indústria pastoril. Inicialmente a publicação pertencia à Secretaria de Agricultura do Estado de São Paulo e foi dirigida pelos Srs. Augusto Fom e Louis Misson, tendo sede, a partir de 1909, no "Posto Central Dr. Carlos Botelho". Em 1915, tornou-se propriedade particular de Sr. Otho Spcht, ex- chefe de seção de publicações daquela secretaria. Os herdeiros mais tarde passaram para o Sr. Andréa Do. O último número foi publicado em 1939, correspondente a setembro e outubro desse ano. Durante a sua existência, foi um dos raros órgão na divulgação e debate de problemas zootécnicos em São Paulo.

- Boletim de Indústria Animal[15]: Título anterior: Revista de Indústria Animal. A mudança ocorreu em 1941. A revista de ciência e produção animal e áreas afins é um periódico trimestral, editado pelo Instituto de Zootecnia, da Agência Paulista de Tecnologia dos Agronegócios, da Secretaria de Agricultura e Abastecimento do Estado de São Paulo, que tem por principal finalidade a divulgação de artigos técnico-científicos, originais do Instituto de Zootecnia e de outras instituições de pesquisa, contribuindo, há 75 anos, para o avanço do conhecimento em várias áreas da produção animal. Editado até os dias atuais.

- Zootecnia: surgiu em 1961. A edição trazia pequenos trabalhos técnicos originais, relatórios ou balanços sobre várias produções do Estado de São Paulo, além de resumos de teses elaboradas por técnicos do departamento no país e no estrangeiro, divulgação das atividades técnicas do D.P.A. e notícias sobre congressos de Zootecnia, nutrição animal e matérias afins. Foi editada até 1995.

- Seleções Zootécnicas: surgiu em 1961, haja vista a necessidade de propiciar estudos a zootecnistas regionais e outros interessados, devido à grande quantidade de revistas especializadas no estrangeiro e no País. Com os periódicos recebidos pela Biblioteca do Departamento de produção animal e às vezes de outras fontes, era elaborada uma resenha bibliográfica, composta por traduções completas, sinopses, notas, informações e relações de publicações recebidas de interesse. Publicada até 1975.

- Boletins técnicos e científicos: alguns encontram-se disponíveis na página da instituição e/ou outros não comercializados em bibliotecas. E as obras comercializados encontram-se para venda.